# Simon Doreille
Simon Doreille (né le 19 mars 1984) est un joueur français de hockey sur glace.

## Clubs
- 2003 - 2006 : Dragons de Rouen

## Palmarès
- Champion de la Ligue Magnus en 2003 et 2006
- Vainqueur de la coupe de France en 2004 et 2005